# Зябин, Марат Константинович
Марат Константинович Зябин (25 ноября 1930, Москва — 11 ноября 2006, Урай, Тюменская область) — действительный член Академии космонавтики им. К. Э. Циолковского, автор Концепции развития транспорта России в XXI веке.
Участник войны в Северной Корее в 1953 году. Автор «Методики сравнительного анализа транспортно-коммуникационных потенциалов территорий». В период с 1959 и до самой смерти С. П. Королева работал под его руководством. Испытатель парашютных систем. Упоминается в книгах по истории Байконура. Много лет поддерживал продвижение проекта лассара конструкции А. И. Филимонова («Фиалка»).
Супруга — Надежда Яковлевна Зябина. Дети — Константин, Анастасия, Игорь, Иван. 